# Ford Capri
Ford Capri presenterades som 1969 års modell, som ett europeiskt svar på omåttligt populära Ford Mustang som presenterades sent på året 1964.

## Mk I (1969-1974)
Capri tillverkades parallellt i England och Tyskland och hade många komponenter gemensamma med Ford Cortina och Ford Taunus. Med Capri var Ford i princip först med att låta kunderna "bygga" sin egen variant av bilen. Raka motorer på 1300cc och 1600cc samt V-motorer på 2000cc & 3000cc från England samt V-motorer på 1300cc 1500cc 1700cc 2000cc 2300cc och 2600cc från Tyskland som kunde kombineras med ett otal utrustningsalternativ L, X, XL, GT, GTL, GTX, ,GTR, GTXR, GTLR, GTXLR osv. I Sverige var vissa varianter standard medan andra fick specialbeställas.
Capri var traditionellt uppbyggd med bakhjulsdrift, stel bakaxel upphängd i bladfjädrar och längsmonterade 4-cylindriga radmotorer eller V-motorer samt 6-cylindriga V-motorer. Från och med 1970 höjdes motoreffekten något på bland andra 3-liters motorn. 1972 ersattes 2-liters V4-motorn med en 2-liters OHC-motor, den så kallade Pinto-motorn. Efter oljekrisen i början av 1970-talet importerades inte längre bilar med de större motorerna till Sverige; 3-liters motorn såldes för sista gången 1973 i Sverige men fanns kvar till 1980 i vissa andra länder, och en senare 2,8-liters insprutningsmotor såldes aldrig i Sverige. 
1972 fick modellen en smärre ansiktslyftning med bland annat större baklyktor.
Under slogan "Bilen man alltid önskat sig" marknadsfördes Capri som en flärdfull och vacker bil, med plats för fyra personer med lite ansträngning.
Capri Mk I tillverkades mellan 1969 och 1974. Till Sverige kom 6 stycken bilar av 1969 års modell. En av dem är numera avställd och finns i Skåne. Den har fått annan färgsättning från den ursprungliga röda cellulosalacken till Mazda-grönmetallic samt växel- i stället för likströmseldrift. 

### RS2600
I slutet av sextiotalet beslutade Ford Europa att dela upp tävlingsverksamheten. Britterna tog hand om rally-verksamheten och tyskarna skötte standardbilsracingen. Från 1970 började man tävla med Caprin.
För homologeringen tog man fram RS2600. Bilen hade en 2,7-litersversion av den tyska Köln-V6:an. Motorn försågs med mekanisk bränsleinsprutning från Kugelfischer. För att förbättra vägegenskaperna fick bilen fastare fjädrar och stötdämpare. RS2600 byggdes i drygt 3 500 exemplar.

### RS3100
Under 1974 byggde brittiska Ford cirka 200 stycken RS3100. Bilen var identisk med den tyska RS2600, bortsett från högerstyrningen och motorn. RS3100 fick en 3,1-litersversion av den brittiska Essex-V6:an. Den här motorn var större och tyngre än den tyska motsvarigheten, vilket hade en negativ inverkan på vägegenskaperna.
Versioner:
| Modell | Årsmodell | Motor             | Cylindervolym | Effekt | Bränslesystem      |
| ------ | --------- | ----------------- | ------------- | ------ | ------------------ |
| RS2600 | 1970-73   | 6-cyl V-motor ohv | 2673 cm³      | 150 hk | Bränsleinsprutning |
| RS3100 | 1974      | 6-cyl V-motor ohv | 3091 cm³      | 148 hk | Enkel förgasare    |

### Ford Capri Perana
I Sydafrika byggdes mellan 1970 och 1973 denna specialmodell avsedd för racing. Den var baserad på en 3000XL men försågs med en 302 Windsor V8 (5,0 liter) från Mustangen, med fyrports Holley 460 CFM förgasare kopplad till en 4-växlad manuell låda. 
Bilen sänktes ca 4 cm och hade förstärkt kaross för att klara det betydligt högre vridmomentet.
Bromsarna var i stort sett original medan fjädringen var förstärkt.
Motorn utvecklade ursprungligen 280 hästkrafter men sänktes senare till 240 hästkrafter, med ett vridmoment på ca 430Nm.
Detta gav en toppfart på 230 km/h och 0–100 km/h klarades på ca 6,5 sekunder (på andra växeln).
Bilen var mycket framgångsrik i tävlingssammanhang, där den gick under beteckningen Z181. 
Den förbjöds att tävla efter endast något år, efter att ha vunnit alla tävlingar utom en.
Namnet Perana var en medveten förvanskning av "Pirana" eller "Piranha", engelska för piraya.
Ursprungligen planerade Ford att bygga 800 exemplar av bilen, men i slutändan tillverkades endast 500 st.

## Mk II (1974-1978)
Capri Mk II tillverkades mellan 1974 och 1978. Serie II byggdes i Tyskland och vid den tiden hade all import av engelska Fordar till Sverige upphört. Mk II fanns som 1,6 och 2,0 med 4-cylindriga motorer, samt 2,3 och 3,0 med 6-cylindriga motorer. Förutom varianter som GL och S fanns toppmodellen Ghia.
Mk II var tyngre än Mk I och hade en mera "praktisk" image med hatchback-lucka och fällbara baksäten. Prestandan var också något sämre än föregångarens till följd av den högre tjänstevikten.
Capri Mk II såldes i Sverige med 1,6, 2,0 och 2,3-litersmotorerna.

## Mk III (1978-1986)
En faceliftmodell inofficiellt kallad Mk III infördes 1978 och var egentligen ett mellanting mellan en facelift och ett rent modellbyte. Motoralternativen från Mk II fördes över till denna modell, som på grund av bland annat lägre luftmotstånd uppvisade bättre prestanda än Mk II-modellen. 
Toppmodellen hade inledningsvis fortfarande den engelska 6-cylindriga Essex 3,0-liters motorn på 140 hästkrafter kopplad till en fyrväxlad låda. Den hade en toppfart på 200 km/h och 0–100 km/h gick på mindre än 9 sekunder. 
En specialversion RS3100 med 148 hästkrafter tillverkades också i ett fåtal exemplar. 
1981 lanserades Capri 2,8 Injection med samma 6-cylindiga motor som Ford Granada. Denna motor utvecklade 158 hästkrafter (mot Granadans 151 hk), tack vare ett annorlunda avgassystem.
2,8-liters motorn gav med bränsleinsprutning och lägre vikt bättre prestanda än den gamla 3-liters motorn, vilken dock hade något bättre vridmoment vid lägre varvtal.
Capri 2,8 Injection hade en toppfart på 210 km/h och klarade 0–100 km/h på ca 8 sekunder. Den hade Recaro-stolar som standard och kom 1983 med 5-växlad låda. 
Även de mindre 1,6 och 2,0 fick då 5-växlade lådor. 
Med 1985 års modell kom 2,8 Injection Special som bland annat hade ännu mer påkostade stolar delvis i skinn, samt differentialbroms på bakaxeln. 
Ford Capri upphörde att tillverkas i maj 1987. Den sista utgåvan tillverkades i 1038 exemplar, kallades "280" (i folkmun "280 Brooklands"), var endast tillgänglig i grönt och hade lyxigare inredning än 2,8 Injection Special.
Capri Mk III såldes i Sverige endast med 2,0-litersmotorn kopplad till en 4-växlad låda och slutade importeras 1982.

### 2.8i Turbo Technics
Två "halvofficiella" turbo-versioner fanns tillgängliga i Storbritannien genom Fords återförsäljare. De var utvecklade av engelska Turbo Technics och var baserade på 2,8i-motorn. 
Den vanligare versionen utvecklade 200 hästkrafter, hade en toppfart på 225 km/h och behövde endast 6,5 sekunder för att nå 100 km/h. Den ovanligare Evolution-versionen hade 230 hästkrafter och förstärkt växellåda. 
Bägge kunde bland annat identifieras genom en betydligt större bakspoiler än standardbilarnas.
Skivbromsar bak fanns också som tillval i Turbo Technics-paketet.

### Tickford Capri
En annan engelsk specialmodell var Tickford Capri som utvecklades i samarbete med Aston Martin. Den hade skivbromsar bak, förstärkt bakaxel, exklusivare inredning med läderstolar och Wilton-mattor, annorlunda grill och ett bodykit speciellt tillverkat för denna modell. Även denna version var baserad på 2,8i-motorn och utvecklade 205 hästkrafter.

### RS2800T
Från 1981 levererade Ford Capri-modellen med turboladdad V6:a. De första 200 bilarna marknadsfördes på vissa marknader som RS2800T, på andra som Zakspeed Turbo. Dessa utvecklades i Tyskland och var baserade på 2,8 litersmotorn med förgasare. Zakspeed förknippas med Caprin, sedan man under sjuttiotalet först tävlat i standardbilsracing och sedan i sportvagnsracing med modellen.
Ford fortsatte att bygga fler turbo-Capri under åttiotalet, men detta blev den sista RS-modellen.
Versioner:
| Modell  | Årsmodell | Motor             | Cylindervolym | Effekt | Bränslesystem          |
| ------- | --------- | ----------------- | ------------- | ------ | ---------------------- |
| RS2800T | 1981-82   | 6-cyl V-motor ohv | 2792 cm³      | 188 hk | Enkel förgasare, turbo |

## Bilder

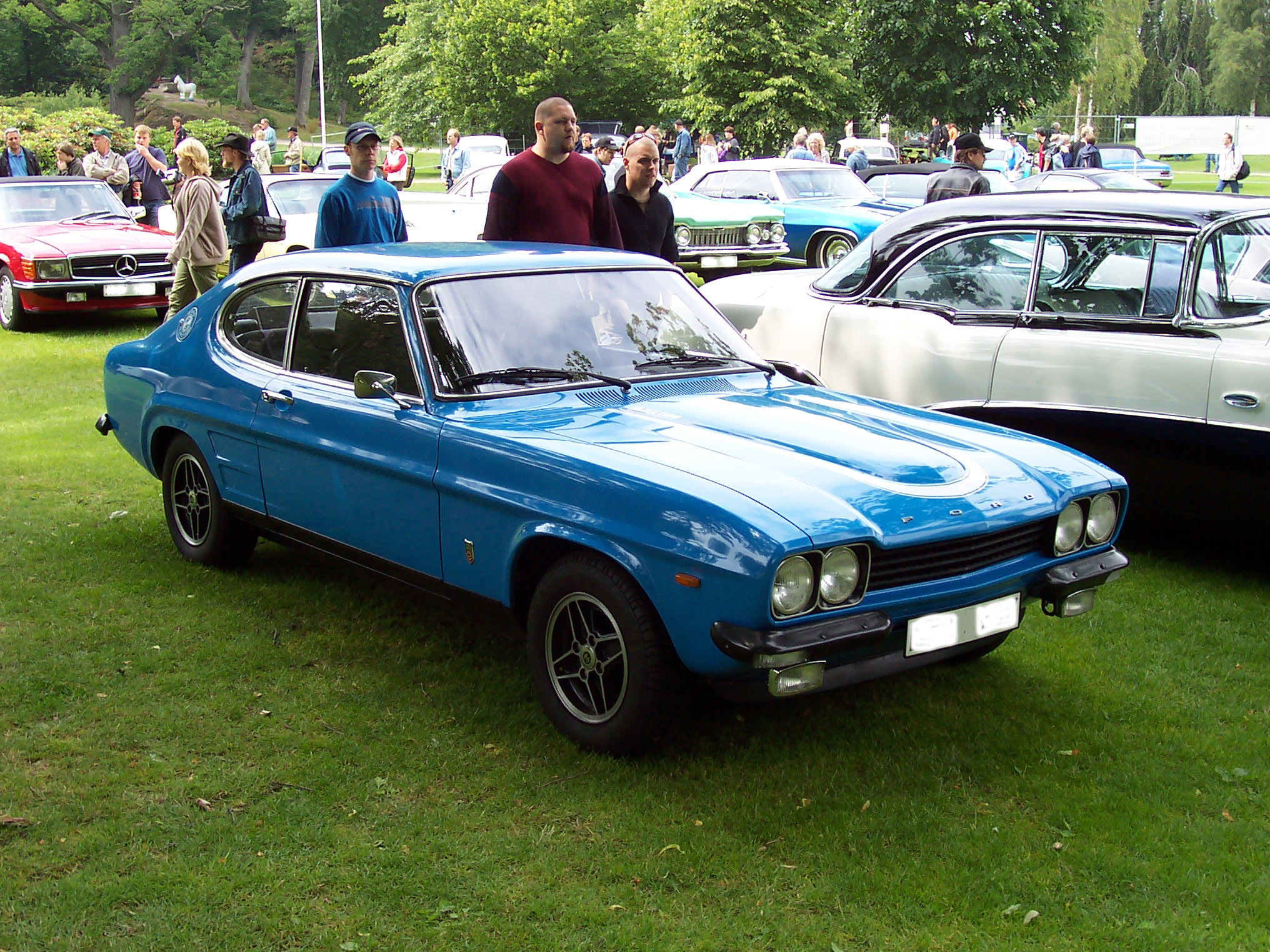
Mk I RS2600 1970-1973
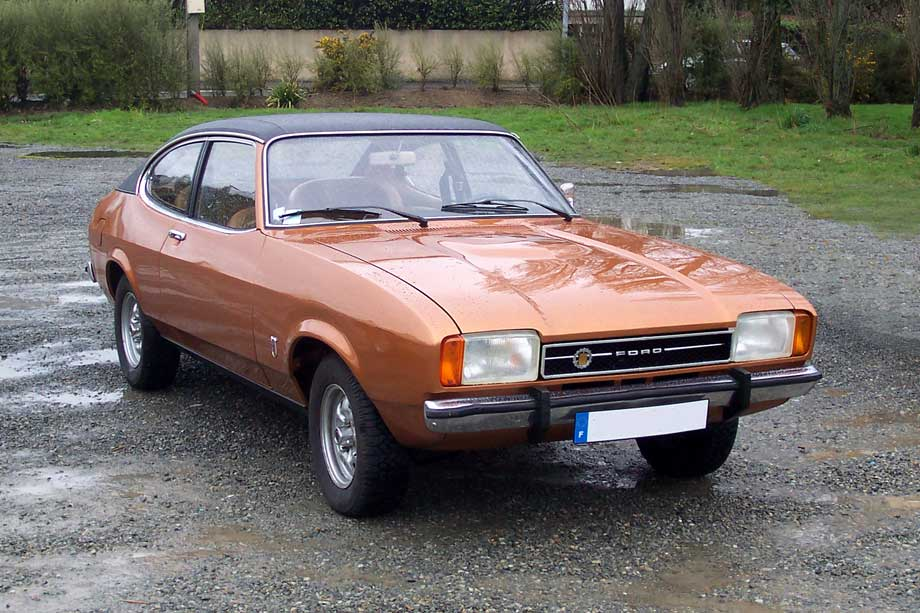
Mk II 1974-1978
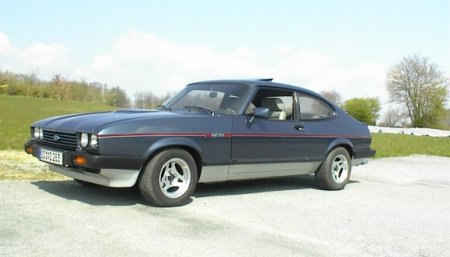
Mk III 1978-1986